# Jofre
Jofre är en ort i Mexiko.   Den ligger i kommunen Celaya och delstaten Guanajuato, i den centrala delen av landet, 210 km nordväst om huvudstaden Mexico City. Jofre ligger 1 763 meter över havet och antalet invånare är 647.
Terrängen runt Jofre är platt åt nordost, men åt sydväst är den kuperad. Runt Jofre är det tätbefolkat, med 849 invånare per kvadratkilometer. Närmaste större samhälle är Celaya, 6,2 km norr om Jofre. Trakten runt Jofre består till största delen av jordbruksmark.